# 史钧杰
史钧杰（1925年—2014年6月5日），河北平山柏坡镇北庄村人，中华人民共和国政治人物。
1952年，任中共铜陵县委书记。1976年，任中国科学院安徽激光研究所副所长、中共巢湖地委书记。1980年，任中共安徽省委常委。1982年3月任安徽省委常委、组织部部长。1983年，任中共安徽省委副书记；1985年，任安徽省政协主席。2014年6月5日去世。